# Cocos, Bahia
Cocos este un oraș din statul Bahia (BA), Brazilia.